# Wladimir Dmitrijewitsch Feldman
Wladimir Dmitrijewitsch Feldman (russisch Владимир Дмитриевич Фельдман, wiss. Transliteration Vladimir Dmitrievič Fel'dman; * 1893 in Moskau; † 10. Januar 1938 ebenda) war ein sowjetischer GPU-Offizier, der von 1922 bis 1929 Leiter der Höheren Kurse der Staatlichen Politischen Verwaltung (GPU) war.

## Leben
Feldman stammte aus der Familie eines Graveurs. 1912 schloss er in Moskau die Realschule ab. Anschließend besuchte er vom August 1912 bis August 1913 das Institut für Eisenbahningenieure, eine höhere technische Bildungseinrichtung in Moskau. Vom August 1913 bis August 1915 absolvierte er zwei Klassen am Polytechnischen Institut St. Petersburg, aus dem die heutige Technische Universität St. Petersburg hervorging. Daran schloss sich von August 1915 bis Juli 1916 eine Ausbildung an der Höheren Technischen Schule Moskau an. Von Juli 1916 bis März 1917 besuchte er die Landwirtschaftliche Akademie Moskau.
Im Januar 1914 wurde er Mitglied der Sozialdemokratischen Arbeiterpartei Russlands (Bolschewiki) und war ab März 1917 in der Verwaltung des Moskauer Sowjets tätig. Von September bis Oktober 1917 war er Mitglied des Studentenbataillons in Nischni Nowgorod und beteiligte sich an revolutionären Umsturzversuchen. Von Oktober bis November 1917 war er Mitglied des Kasaner Revolutionskomitees. Im April 1918 wurde er stellvertretender Leiter des Lebensmittelausschusses im Gouvernement Moskau. Ab Juni 1918 war er als Mitglied im Sicherheitszug zum Schutz des Revolutionären Kriegsrats der Republik eingeteilt.
Im September 1918 wurde Feldman zur Tscheka versetzt. 1919 wurde er Leiter der Untersuchungsabteilung der Tscheka und 1921 Leiter der Ermittlungseinheit des Präsidiums der Tscheka. 1922 wurde er Leiter der Höheren Kurse der Staatlichen Politischen Verwaltung (GPU). Parallel war er von 1923 bis 1924 Leiter der Rechtsabteilung der GPU. Während seiner Dienstzeit war er auch für Untersuchungen gegen Mitarbeiter der Staatssicherheitsbehörden zuständig, bevor er selbst ins Blickfeld der Ermittlungen geriet. Am 23. Oktober 1937 wurde er als Teilnehmer an einer „antisowjetischen Verschwörung im NKWD der UdSSR“ verhaftet. Am 10. Januar 1938 wurde er vom Militärkollegium des Obersten Gerichtshofs der UdSSR zum Tode verurteilt und am selben Tag erschossen. Nach Ende der Stalin-Ära wurde er im Zuge der Entstalinisierung am 28. Juli 1956 posthum rehabilitiert.
Sein letzter Dienstrang war der Sonderrang Obermajor in der Staatssicherheit, der ihm am 29. November 1935 verliehen wurde. Sein Dienstrang entsprach in etwa dem militärischen Generalsrang eines Divisionskommandeurs der Roten Armee.

## Auszeichnungen
- 1922: Ehrenabzeichen zum 5. Jahrestag der Gründung der GPU
- 1932: Ehrenabzeichen zum 15. Jahrestag der Gründung der GPU